# Liberale Freimaurerei
Liberale Freimaurerei bezeichnet einen Zweig der Freimaurerei, der auf der absoluten Gewissensfreiheit und einem dezentralen, heterosozialen Logennetzwerk basiert. Dieses Konzept entstand 1877 auf dem Konvent des Grand Orient de France (GOdF) und ist eng mit dem Humanismus und der Ideengeschichte der Aufklärung verknüpft. Liberale Freimaurerlogen verzichten auf dogmatische Vorgaben und betonen stattdessen Werte wie Toleranz, Laizität (Trennung von Religion und Logenarbeit) sowie die Gleichberechtigung von Frau und Mann. Der Bruch von 1877 zwischen dem GOdF und der konservativen United Grand Lodge of England (UGLE) – infolge der Abschaffung des Gottesbezugs im GOdF – markiert die Entstehung dieser Richtung. Heute sind liberale Großlogen weltweit verbreitet; so repräsentiert etwa die 1961 gegründete CLIPSAS als internationaler Dachverband über 80 liberale Großlogen in aller Welt.

## Grundsätze der liberalen Freimaurerei
Die liberale Freimaurerei lehnt im Gegensatz zur traditionellen englischen regulären Freimaurerei dogmatische Verpflichtungen ab. Insbesondere gibt es keine Pflicht zum Glauben an ein „Supreme Being“ (höheres Wesen): Jede Mitgliedsloge kann frei entscheiden, ob sie ihre Arbeit „unter den Schutz des Allmächtigen Baumeisters aller Welten“ stellt oder bewusst darauf verzichtet. Atheisten und Agnostiker werden nicht ausgeschlossen, da die Gewissensfreiheit oberstes Prinzip ist. Ebenso sind liberale Großlogen frei in der Gestaltung ihrer Mitgliedschaft – sie können reine Frauenlogen, reine Männerlogen oder gemischte Logen führen. Zentral ist jedoch, dass grundsätzlich alle Freimaurer ungeachtet des Geschlechts an freimaurerischen Arbeiten teilnehmen dürfen, ohne dass ein „Gegenseitigkeitsrecht“ (wie in ⁣regulären Systemen üblich) eingefordert wird. Damit einher geht die Anerkennung gemischter, Männer- und Frauen-Großlogen durch die liberalen Obödienzen.
Diese Offenheit steht in bewusstem Gegensatz zu den Regularitätskriterien der UGLE: Die UGLE verlangt von anerkannten Großlogen zwingend den Glauben an ein Höchstes Wesen und untersagt den Kontakt mit Logen, die Frauen aufnehmen. Liberale Freimaurerorganisationen verwerfen solche Beschränkungen ausdrücklich. Sie praktizieren stattdessen eine „offene“ Anerkennungspolitik, die den Austausch zwischen verschiedenen freimaurerischen Traditionen ermöglicht. Frauen können in liberalen Systemen vollwertige Mitglieder sein oder Logen gründen – eine Tatsache, die in der anglo-amerikanischen Maurerei lange ausgeschlossen war. Insgesamt legen die liberalen Freimaurer großen Wert auf Pluralismus, Selbstbestimmung und die Vereinbarkeit freimaurerischer Prinzipien mit den Menschenrechten.

## Gemeinsamkeiten und Unterschiede zur englischen „reguären“ Freimaurerei

### Gemeinsamkeiten
Die Freimaurerei, ob liberal oder traditionell, gründet auf einer gemeinsamen Basis von Werten, Ritualen und Symbolen, die trotz unterschiedlicher Ausrichtungen ihre tiefe Verbundenheit verdeutlichen. Beide Strömungen fördern zentrale Ideale wie Freiheit, Gleichheit, Brüderlichkeit, Toleranz und Humanität. Diese Werte dienen den Mitgliedern als ethische Leitlinien und spiegeln das Bestreben wider, zur moralischen und sozialen Verbesserung der Gesellschaft beizutragen. In ihrer Praxis nutzen sowohl die liberale als auch die traditionelle Freimaurerei Rituale, die auf den drei symbolischen Graden basieren: Lehrling, Geselle und Meister. Diese Rituale bedienen sich einer gemeinsamen Symbolik, wie dem Winkelmaß und dem Zirkel, die für Tugend und Maßhalten stehen. Der Tempelbau symbolisiert den inneren Aufbau des Individuums, wobei der raue Stein die unvollkommene Natur des Menschen darstellt, die durch freimaurerische Arbeit veredelt werden soll.
Historisch führen beide Traditionen ihre Ursprünge auf die Gründung der ersten Großloge im Jahr 1717 in London zurück. Ein grundlegendes Dokument dieser Zeit ist die von James Anderson verfasste Konstitution von 1723, auch bekannt als „Alte Pflichten“. Dieses Werk legte die grundlegenden Prinzipien der Freimaurerei fest und betonte die Bedeutung des moralischen Gesetzes sowie die Ablehnung von Atheismus und irreligiösem Verhalten. Unabhängig von ihrer Ausrichtung legen beide Freimaurertraditionen großen Wert auf die persönliche Entwicklung ihrer Mitglieder. Durch Selbsterkenntnis, Reflexion und ethisches Handeln streben Freimaurer danach, bessere Menschen zu werden und positiv auf ihre Umgebung einzuwirken. Die Förderung von Brüderlichkeit und gegenseitiger Unterstützung ist ein zentrales Element beider Strömungen. Regelmäßige Treffen in den Logen dienen nicht nur der rituellen Arbeit, sondern auch dem Austausch und der Vertiefung der Gemeinschaft unter den Mitgliedern.
Ein signifikanter Unterschied zwischen den beiden Strömungen entstand 1877, als der Grand Orient de France (GOdF) beschloss, den Glauben an ein höchstes Wesen als Voraussetzung für die Mitgliedschaft abzuschaffen und stattdessen die absolute Gewissensfreiheit zu betonen. Diese Entscheidung führte dazu, dass die Vereinigte Großloge von England (UGLE) 1877/1913 die Beziehungen zum GOdF abbrach und ihn als irregulär einstufte. Dennoch erkennt die liberale Freimaurerei bis heute die englische „reguläre“ Freimaurerei an, ohne eine Gegenseitigkeit zu verlangen. Diese gemeinsamen Elemente unterstreichen die tiefe Verbindung zwischen liberaler und traditioneller Freimaurerei und zeigen, dass trotz unterschiedlicher Interpretationen und Praktiken eine gemeinsame Basis existiert, die beide Strömungen miteinander verbindet.

### Glaube an ein höheres Wesen
Der Glaube an ein höheres Wesen stellt einen der zentralen Unterschiede zwischen der liberalen und der traditionellen englischen (regulären) Freimaurerei dar. Während die liberale Freimaurerei die absolute Gewissensfreiheit ihrer Mitglieder betont und kein Bekenntnis zu einem höheren Wesen verlangt, fordert die traditionelle englische Freimaurerei, vertreten durch die United Grand Lodge of England (UGLE), von ihren Mitgliedern den Glauben an ein höchstes Wesen als Voraussetzung für die Mitgliedschaft. Diese unterschiedliche Haltung führte 1877 zu einem Bruch zwischen dem Grand Orient de France (GOdF) und der UGLE, der bis heute Auswirkungen auf die gegenseitige Anerkennung zwischen liberalen und traditionellen Großlogen hat.
In der traditionellen englischen Freimaurerei ist es üblich, dass bei Logenarbeiten die Heilige Schrift geöffnet ist und der „Große Baumeister aller Welten“ angerufen wird.  In liberalen Logen hingegen kann auf religiöse Symbole und Texte verzichtet werden, um die Neutralität gegenüber individuellen Glaubensüberzeugungen zu wahren. Zusammenfassend spiegelt der Umgang mit dem Glauben an ein höheres Wesen die unterschiedlichen Philosophien der beiden Hauptströmungen der Freimaurerei wider: Während die liberale Freimaurerei die individuelle Gewissensfreiheit betont und keine religiösen Bekenntnisse fordert, sieht die traditionelle englische Freimaurerei im Glauben an ein höchstes Wesen ein unverzichtbares Fundament ihrer Bruderschaft.

### Frauen in der Freimaurerei
Die Aufnahme von Frauen in die Freimaurerei stellt einen zentralen Unterschied zwischen der liberalen und der traditionellen (englischen) Freimaurerei dar. Historisch gesehen verstand sich die Freimaurerei des 18. Jahrhunderts nahezu ausschließlich als Männerbund und schloss Frauen explizit aus. Diese Praxis leitete sich aus den Traditionen der mittelalterlichen Bauhütten ab und wurde in den „Alten Pflichten“ von James Anderson aus dem Jahr 1723 festgehalten. Dennoch gab es im Laufe der Jahrhunderte vereinzelt Fälle, in denen Frauen in die Freimaurerei aufgenommen wurden. Ein bekanntes Beispiel ist Elizabeth St. Leger, verheiratete Aldworth, die Anfang des 18. Jahrhunderts durch einen Zufall einer Logenarbeit beiwohnte und anschließend initiiert wurde. Sie ging als „Lady Freemason“ in die Geschichte ein. Solche Ausnahmen blieben jedoch selten und waren lange Zeit legendär beziehungsweise inoffiziell. Ab Ende des 19. Jahrhunderts änderte sich die Situation allmählich: 1882 wurde in Frankreich mit Maria Deraismes erstmals eine Frau regulär in eine Loge aufgenommen. Daraus entstand 1893 der gemischte freimaurerische Orden Le Droit Humain (DH), der Männer und Frauen gleichberechtigt aufnimmt.
Heute existieren weltweit Frauen-Großlogen und gemischte Großlogen, die je nach freimaurerischer Ausrichtung unterschiedlich behandelt werden. In der traditionellen regulären Freimaurerei gilt weiterhin das Prinzip der „Only for Men“-Loge: Reguläre Großlogen initiieren keine Frauen und erkennen Obödienzen, die Frauen aufnehmen, nicht als regulär an. Frauen, die freimaurerisch tätig sein möchten, können in separaten Frauen- oder gemischten Großlogen arbeiten. In England existieren seit dem frühen 20. Jahrhundert zwei ausschließlich weibliche Großlogen: die Order of Women Freemasons und die Honourable Fraternity of Ancient Freemasons. Die United Grand Lodge of England (UGLE) erkennt diese zwar nicht offiziell an, stellte jedoch 1999 fest, dass es sich dabei um Freimaurerei „in allen bis auf die Zulassung von Frauen reguläre“ Organisationen handelt – faktisch eine wohlwollende Duldung neben der eigenen Männerfreimaurerei.
In der liberalen Freimaurerei hingegen ist die Gleichberechtigung der Geschlechter weitgehend verwirklicht. Der Grand Orient de France (GOdF) hob 2010 seine Männerstatuten auf und ermöglicht seither auch Frauen die Mitgliedschaft, wobei dies dezentral durch Logenbeschlüsse geschieht. Zuvor hatte der GOdF bereits Frauen als Besucherinnen zugelassen. Viele Großoriente und liberale Großlogen – etwa in Österreich, Deutschland, Schweiz, Frankreich, Skandinavien und Lateinamerika – arbeiten gemischt und/oder kooperieren eng mit Frauen-Großlogen. CLIPSAS als Verband liberaler Großlogen akzeptiert sowohl gemischte Obödienzen als auch reine Männer- und Frauenlogen als Mitglieder.Damit sind Frauen in der liberalen Strömung der Freimaurerei fester Bestandteil.
Zusammenfassend lässt sich sagen, dass die Frage der Zulassung von Frauen zu den klarsten Unterscheidungsmerkmalen zwischen traditioneller und liberaler Freimaurerei gehört: Während erstere an der historischen Männerbund-Idee festhält, versteht letztere die Freimaurerei als ethischen Bund, der prinzipiell allen Menschen offenstehen kann.

### Anerkennungssystem
In der Freimaurerei existieren zwei Hauptsysteme der gegenseitigen Anerkennung: das traditionelle, von der United Grand Lodge of England (UGLE) geprägte System, und das liberale System, vertreten durch Organisationen wie den Grand Orient de France (GOdF) und CLIPSAS. Diese Systeme unterscheiden sich grundlegend in ihren Kriterien und Praktiken der Anerkennung. Das liberale Anerkennungssystem betont die absolute Gewissensfreiheit und lehnt dogmatische Einschränkungen ab. Ein zentraler Meilenstein war der Appell von Straßburg im Jahr 1961, bei dem elf freimaurerische Obödienzen aus zehn Ländern eine Charta verabschiedeten, die die uneingeschränkte Gewissensfreiheit jedes Einzelnen und eine völlige gegenseitige Toleranz hervorhob. Dieser Appell führte zur Gründung von CLIPSAS (Centre de Liaison et d’Information des Puissances Maçonniques Signataires de l'Appel de Strasbourg), einer internationalen Organisation, die den Austausch und die gegenseitige Anerkennung liberaler und adogmatischer Großlogen fördert. Innerhalb des liberalen Systems erkennen sich die Mitgliedsobödienzen gegenseitig an, unabhängig von dogmatischen Unterschieden. Die Aufnahme von Frauen ist in vielen liberalen Obödienzen selbstverständlich, und es existieren sowohl gemischte Logen als auch reine Frauenlogen. Diese Offenheit spiegelt sich in der Vielfalt der Mitgliedsorganisationen von CLIPSAS wider, die unterschiedliche Traditionen, Riten und Glaubensrichtungen respektieren und als Bereicherung betrachten.
Das traditionelle Anerkennungssystem, maßgeblich beeinflusst durch die UGLE, basiert auf strengen Regularitätskriterien. Diese wurden 1929 in den „Basic Principles“ formalisiert und beinhalten unter anderem den Glauben an ein höchstes Wesen und die ausschließliche Aufnahme von Männern. Großlogen, die diese Kriterien erfüllen, werden als regulär anerkannt und dürfen gegenseitige Besuche durchführen. Verstöße gegen diese Prinzipien können zum Entzug der Anerkennung führen, wie im Fall des Grand Orient de France, dem 1877/1913 die Anerkennung entzogen wurde, nachdem er den Gottesbezug aus seiner Verfassung strich.Die UGLE erkennt in jedem Land nur eine Großloge als regulär an und pflegt ein strenges Anerkennungsprotokoll. Dieses hierarchische System dient dazu, die Einheit und Kontinuität der traditionellen Freimaurerei zu bewahren. Allerdings führt es auch dazu, dass Großlogen, die von diesen Regularitätskriterien abweichen, als von ihr einseitig als irregulär eingestuft und von der Anerkennung ausgeschlossen werden.

### Organisationsform
Die Organisationsformen der liberalen und traditionellen englischen (regulären) Freimaurerei weisen signifikante Unterschiede auf, die ihre jeweiligen Prinzipien und historischen Entwicklungen widerspiegeln. Die liberale Freimaurerei zeichnet sich durch eine dezentrale und vielfältige Organisationsstruktur aus. In vielen Ländern existieren mehrere Großlogen oder Großoriente nebeneinander, die jeweils unterschiedliche Schwerpunkte setzen können. Ein prominentes Beispiel hierfür ist Frankreich, wo neben dem Grand Orient de France (GOdF) auch u. a. die Grande Loge de France und Le Droit Humain aktiv sind.
Im Gegensatz dazu ist die traditionelle englische Freimaurerei, vertreten durch die United Grand Lodge of England (UGLE), in klar strukturierten nationalen Großlogen organisiert. Jede dieser Großlogen beansprucht die alleinige Zuständigkeit für die Freimaurerei in ihrem jeweiligen Land oder Territorium. Die UGLE legt strenge Regularitätskriterien fest, zu denen unter anderem der Glaube an ein höchstes Wesen und die ausschließliche Aufnahme von Männern gehören. Großlogen, die diese Kriterien erfüllen, können als regulär anerkannt werden und dürfen offizielle Kontakte untereinander pflegen. Dieses strenge Anerkennungssystem führt dazu, dass reguläre Großlogen den Kontakt zu nicht anerkannten oder als von ihr als „irregulär“ betrachteten Obödienzen meiden.

## Geschichte
Die liberale Freimaurerei hat seit dem späten 19. Jahrhundert eine bemerkenswerte Entwicklung durchlaufen, die von bedeutenden Meilensteinen geprägt ist und ihren Charakter sowie ihre Ausbreitung maßgeblich beeinflusste. Ein entscheidender Wendepunkt ereignete sich 1877, als der Grand Orient de France (GOdF) auf seinem Jahreskonvent beschloss, alle verpflichtenden religiösen Bezüge aus seiner Verfassung zu entfernen. Auf Initiative des protestantischen Pfarrers Frédéric Desmons wurde die Anrufung des „Allmächtigen Baumeisters aller Welten“ aus den Ritualen gestrichen, und die Bibel als „Buch des Gesetzes“ durch ein leeres Buch ersetzt. Dieser Schritt betonte die unbedingte Gewissensfreiheit und schloss niemanden aufgrund seines Glaubens oder Nichtglaubens aus. Als Reaktion darauf brach die Vereinigte Großloge von England (UGLE) die Beziehungen zum GOdF ab und erklärte ihn für irregulär. Dieses Ereignis gilt als Geburtsstunde der modernen liberalen Freimaurerei, da sich nun eine von der UGLE unabhängige freimaurerische Strömung etablierte.
Ein weiterer Meilenstein war die Gründung des gemischten Freimaurerordens Le Droit Humain im Jahr 1893 in Paris. Maria Deraismes, die 1882 als erste Frau in eine Freimaurerloge aufgenommen worden war, und der Senator Georges Martin initiierten diesen Orden, der Männern und Frauen gleichermaßen offenstand. Le Droit Humain war die erste internationale gemischte liberale Freimaurer-Obödienz und verbreitete sich rasch weltweit. Bereits 1900 existierten Logen in Belgien und seit 1902 auch in England. Diese Entwicklung eröffnete Frauen den regulären Zugang zur Freimaurerei und etablierte das Feld der gemischten Freimaurerei, das bis heute ein Kernmerkmal der liberalen Maurerei ist.
Die Universelle Freimaurer-Liga (UFL), gegründet 1905, diente als Plattform für Freimaurer verschiedener Obödienzen, um den internationalen Dialog und die Zusammenarbeit zu fördern. Ihre Ursprünge liegen in der Esperanto-Bewegung, und sie entwickelte sich zu einer Organisation, die Freimaurer aller Riten und Systeme zusammenbrachte, unabhängig von ihrer Großlogenzugehörigkeit. Die UFL förderte den Austausch und die Vernetzung innerhalb der freimaurerischen Gemeinschaft und trug zur internationalen Zusammenarbeit bei.
Während des Zweiten Weltkriegs erlebte die Freimaurerei in vielen Ländern Europas massive Verfolgung und Verbote durch autoritäre und faschistische Regime. Logen wurden geschlossen, Mitglieder verfolgt, verhaftet oder ins Exil getrieben. Nach dem Krieg stand die Freimaurerei vor der Herausforderung des Wiederaufbaus. In vielen Ländern mussten Logen neu gegründet oder reaktiviert werden, und die Freimaurerei erlebte einen Neuanfang, der von den Prinzipien der Toleranz, Freiheit und Brüderlichkeit getragen wurde.
Am 22. Januar 1961 gründeten elf liberale Großlogen in Straßburg die Organisation CLIPSAS (Centre de Liaison et d’Information des Puissances Maçonniques Signataires de l’Appel de Strasbourg). Dieses Bündnis schuf ein internationales Forum, in dem sich liberale und nicht anerkannte Großlogen gegenseitig anerkennen und austauschen konnten. CLIPSAS fördert Prinzipien wie Toleranz, Pluralismus und die absolute Gewissensfreiheit und hat wesentlich dazu beigetragen, die Isolation der liberalen Freimaurer aufzubrechen und eine eigene Weltbruderkette aufzubauen. Heute sind über 80 Großlogen weltweit Mitglied in CLIPSAS.
Nach dem Fall des Eisernen Vorhangs 1989 erlebte die Freimaurerei in Ost- und Mitteleuropa eine Wiederbelebung. In Ländern wie Polen, Serbien, Ungarn und Tschechien wurden sowohl reguläre als auch liberale Obödienzen neu gegründet. Beispielsweise konstituierte sich 1991 die Nationale Großloge von Polen (regulär, nur Männer), während 1997 der Großorient von Polen als liberale Obödienz ins Leben gerufen wurde. Diese Entwicklungen trugen zur Vielfalt der europäischen Freimaurerei bei und förderten den interkulturellen Austausch innerhalb der Bewegung.
Heute ist die liberale Freimaurerei weltweit präsent und wächst kontinuierlich. Sie betont Werte wie Toleranz, Laizität und die Gleichberechtigung der Geschlechter. Organisationen wie CLIPSAS fördern den internationalen Austausch und die Zusammenarbeit zwischen liberalen Obödienzen. Die liberale Freimaurerei steht vor Herausforderungen wie der Nachwuchsgewinnung und der Anpassung an moderne gesellschaftliche Entwicklungen, bleibt jedoch eine dynamische Kraft, die zur moralischen und sozialen Verbesserung der Gesellschaft beiträgt.

## Internationale Vernetzung der liberalen Freimaurerei
Die liberale Freimaurerei hat sich im Laufe der Geschichte als eine bedeutende Strömung innerhalb der freimaurerischen Bewegung etabliert, die sich durch ihre Betonung von Prinzipien wie absolute Gewissensfreiheit, Toleranz und gegenseitige Anerkennung auszeichnet. Im Gegensatz zur traditionellen, von der United Grand Lodge of England (UGLE) geprägten Freimaurerei, die strenge Regularitätskriterien vorgibt, pflegen liberale Großlogen Beziehungen auf Augenhöhe und fördern eine horizontale Struktur der Anerkennung.
Ein zentrales Merkmal der liberalen Freimaurerei ist das Prinzip der gegenseitigen Anerkennung, das auf der absoluten Gewissensfreiheit jedes Einzelnen basiert. Dieses Prinzip betont, dass Unterschiede in Traditionen, Ritualen, Symbolen und Glaubensvorstellungen nicht als Trennungsgrund gesehen werden dürfen, sondern im Gegenteil einen geistigen Reichtum darstellen, der die Freimaurerei bereichert. Ein historischer Meilenstein in diesem Zusammenhang war der sogenannte Appell von Straßburg, der am 22. Januar 1961 von elf freimaurerischen Obödienzen aus zehn verschiedenen Ländern verabschiedet wurde. In diesem Aufruf erklärten die Unterzeichner feierlich, dass sie die Verschiedenheit der Wege respektieren und als historisch gewachsene Vielfalt anerkennen. Im Gegensatz zu einem hierarchischen Top-Down-System erfolgt die Aufnahme von Beziehungen und Freundschaften zwischen Obödienzen in der liberalen Freimaurerei auf Augenhöhe. Dieses horizontale Anerkennungssystem ermöglicht es den Mitglieds-Obödienzen, sich wechselseitig anzuerkennen.
Die Pflege von Beziehungen in der liberalen Freimaurerei basiert stark auf gemeinsamen Organisationen wie dem Centre de Liaison et d’Information des Puissances Maçonniques Signataires de l'Appel de Strasbourg (CLIPSAS). CLIPSAS wurde 1961 gegründet und dient als Plattform für den globalen Austausch und die Zusammenarbeit freimaurerischer Obödienzen, die gemeinsame Werte wie Freiheit, Toleranz und Humanismus teilen. Ein weiteres Beispiel für eine solche Organisation ist die Alliance Maçonnique Européenne (AME), die europäische freimaurerische Obödienzen zusammenbringt, um gemeinsame Werte zu fördern und die Zusammenarbeit zu stärken. Ebenso engagiert sich die Association of Central and Eastern European Freemasons (AACEE) für die Vernetzung von Freimaurern in Zentral- und Osteuropa. Diese Plattformen ermöglichen den Mitglieds-Obödienzen, ihre Zusammenarbeit zu stärken und gemeinsame Werte zu fördern, ohne sich auf ein striktes Top-Down-System zu stützen. Durch regelmäßige Treffen und den Austausch von Informationen fördern diese Organisationen die Vernetzung und den Zusammenhalt innerhalb der liberalen Freimaurerei.

### Centre de Liaison et d’Information des Puissances Maçonniques Signataires de l'Appel de Strasbourg (CLIPSAS)
Centre of Liaison and Information of Masonic Powers Signatories of Strasbourg Appeal (CLIPSAS) wurde 1961 in Straßburg gegründet und ist ein internationaler Zusammenschluss liberaler und adogmatischer freimaurerischer Großlogen und Großoriente. Die Organisation setzt sich für uneingeschränkte Gewissensfreiheit, Toleranz und die Ablehnung dogmatischer Einschränkungen in der Freimaurerei ein. Sie dient als Plattform für den weltweiten Austausch und die gegenseitige Anerkennung jener Obödienzen, die diese liberalen Grundsätze teilen.

### Universelle Freimaurer Liga (UFL)
Die Universelle Freimaurer Liga (UFL) ist eine internationale Vereinigung von Freimaurern, die sich der Förderung der Ideale der Freimaurerei verschrieben hat. Sie legt besonderen Wert auf die Verwendung der internationalen Sprache Esperanto, um die Kommunikation und den Austausch zwischen Freimaurern verschiedener Länder zu erleichtern. Die UFL fördert die Prinzipien der Brüderlichkeit, Toleranz und des gegenseitigen Verständnisses und organisiert regelmäßig internationale Treffen und Konferenzen.

### Alliance Maçonnique Européenne (AME)
Die Alliance Maçonnique Européenne (AME) ist ein Zusammenschluss europäischer freimaurerischer Obödienzen, die sich für die Förderung der freimaurerischen Werte auf dem europäischen Kontinent einsetzen. Die AME engagiert sich in gesellschaftlichen Debatten und fördert den interkulturellen Dialog sowie die Verteidigung der Menschenrechte. Durch ihre Aktivitäten trägt sie zur Stärkung der liberalen Freimaurerei in Europa bei.

### Association Adogmatique Centrale et de l'Est de l'Europe (AACEE)
Die Association Adogmatique Centrale et de l'Est de l'Europe (AACEE) ist eine Vereinigung liberaler und adogmatischer freimaurerischer Obödienzen aus Zentral- und Osteuropa. Sie fördert die Zusammenarbeit und den Austausch zwischen ihren Mitgliedern und setzt sich für die Verbreitung der Prinzipien der liberalen Freimaurerei in dieser Region ein. Die AACEE organisiert regelmäßig Konferenzen und Seminare zu freimaurerischen und gesellschaftlichen Themen.

### Masonic Mediterranean Union (MMU)
Die Masonic Mediterranean Union (MMU) ist ein Netzwerk freimaurerischer Obödienzen aus dem Mittelmeerraum. Sie fördert den Dialog und die Zusammenarbeit zwischen den Freimaurern dieser Region und setzt sich für die Prinzipien der Toleranz, des Friedens und der Brüderlichkeit ein. Durch kulturelle und soziale Projekte trägt die MMU zur Förderung des Verständnisses und der Zusammenarbeit zwischen den Völkern des Mittelmeerraums bei.

### Mediterranean Union of Freemasons (MUB)
Die Mediterranean Union of Freemasons (MUB) ist eine weitere Organisation, die Freimaurerlogen aus dem Mittelmeerraum vereint. Sie fördert den Austausch von Ideen und Erfahrungen zwischen ihren Mitgliedern und engagiert sich in Projekten, die zur sozialen und kulturellen Entwicklung der Region beitragen. Die MUB legt besonderen Wert auf die Förderung der freimaurerischen Werte und die Stärkung der Verbindungen zwischen den Freimaurern des Mittelmeerraums.

## Liberale Freimaurerei in Frankreich
Frankreich gilt als Wiege der liberalen Freimaurerei. Hier haben die großen adogmatischen Obödienzen ihren Ursprung und bis heute auch ihre größten Mitgliederzahlen. Der bereits erwähnte Grand Orient de France (GOdF) – 1773 gegründet – ist die bedeutendste Großloge Frankreichs und bezeichnet sich selbst explizit als liberal und adogmatisch. Mit ca. 1.200 Logen und über 47.000 Mitgliedern ist der GOdF der größte freimaurerische Verband Frankreichs. Er steht in der Tradition der Aufklärung und fördert Werte wie Laïcité (weltanschauliche Neutralität des Staates), republikanische Freiheiten und soziale Solidarität. Der GOdF hebt sich von konservativen Großlogen ab durch einige Besonderheiten: Seit 2010 nimmt er Frauen wie Männer als Mitglieder auf und erkennt sowohl gemischtgeschlechtliche Großlogen als auch reine Frauen-Großlogen offiziell an.  Zudem versteht sich der GOdF als ausdrücklich gesellschaftspolitisch engagiert – er bezieht im öffentlichen Diskurs Stellung, was weltweit für eine Großloge ungewöhnlich ist und ihm in Frankreich großen Einfluss verschafft. Die Haltung des GOdF lautet: Freimaurerei ist keine Religion, sondern allen Konfessionen offen; entsprechend vertritt der GOdF eine laizistische Neutralität in Religionsfragen, beschäftigt sich aber intensiv mit ethisch-moralischen Werten.
Neben dem GOdF existiert in Frankreich eine Vielzahl weiterer liberaler Obödienzen. Zu nennen ist insbesondere der Internationale gemischte Orden Le Droit Humain, der 1893 in Paris gegründet wurde und von dort aus seinen Weltsitz hat. Frankreich stellt mit über 17.000 Mitgliedern (ca. 450 Logen) den größten Einzelanteil des internationalen Droit-Humain-Ordens (der Orden insgesamt zählt ~32.000 Mitglieder). Auch die reine Frauen-Freimaurerei ist in Frankreich stark vertreten: Die Grande Loge Féminine de France (GLFF) wurde 1945 (bzw. formal 1952) gegründet und ist heute mit rund 14.000 Schwestern in über 400 Logen die größte Frauen-Großloge der Welt. Sämtliche genannte Obödienzen – GOdF, GLFF, LDH – stehen auf liberalem Boden, d. h. sie verlangen keinen Gottesglauben und praktizieren offene Besuchspolitik. Daneben gibt es kleinere gemischte Großlogen wie die Grande Loge Mixte de France oder die Grande Loge Mixte Universelle, die sich vom GOdF abgespalten haben, sowie „traditionelle“ Großlogen wie die Grande Loge de France (männerbundisch, aber nicht von UGLE anerkannt). Insgesamt kann festgestellt werden, dass in Frankreich die Mehrheit der Freimaurer liberal oder adogmatisch arbeitet. Die einzige von der UGLE anerkannte Großloge – die Grande Loge Nationale Française (GLNF, gegründet 1913) – ist mit ca. 27.000 Mitgliedern zwar bedeutend, bleibt aber hinter dem GOdF zurück. Somit ist Frankreich jenes Land, in dem die liberale Freimaurerei am stärksten etabliert ist und gesellschaftlich sichtbar auftritt (z. B. durch Freimaurermuseen, Publikationen und Einladungen zu Diskussionsforen).

## Liberale Freimaurerei in Österreich
Die liberale Freimaurerei in Österreich ist eine eigenständige freimaurerische Strömung, die sich durch ihre adogmatische Haltung, ihre Offenheit für gesellschaftliche Debatten und ihre Unabhängigkeit von religiösen oder dogmatischen Vorgaben auszeichnet. Sie steht in der Tradition der europäischen Aufklärung und hat sich in Österreich parallel zur englischen „regulären“ Freimaurerei entwickelt. Bereits in der Zwischenkriegszeit gab es in Österreich eine liberale freimaurerische Präsenz, durch den internationalen gemischten Orden Le Droit Humain, welche zwischen 1922 und 1938 bestand. Nach dem Zweiten Weltkrieg wurde die Freimaurerei in Österreich zunächst von der regulären Großloge „Großloge von Österreich“ dominiert, doch bereits 1955 gründete sich mit der Unabhängigen Freimaurerloge Wien eine Bewegung aus liberal gesinnten Brüdern der Loge „Zukunft“, die später zur Keimzelle des Großorients von Österreich und der Liberalen Großloge von Österreich wurde. Der Großorient von Österreich wurde 1961 offiziell gegründet und war im selben Jahr eines der Gründungsmitglieder der internationalen freimaurerischen Organisation CLIPSAS. Le Droit Humain wurde 1955 in Österreich wiedergegründet und setzt seine Arbeit bis heute fort. Diese Entwicklungen zeigen, dass die liberale Freimaurerei in Österreich eine lange und tief verwurzelte Tradition hat, die nicht nur auf die Gegenwart beschränkt ist.
Aus dieser Tradition heraus haben sich in den folgenden Jahrzehnten mehrere liberale freimaurerische Obödienzen entwickelt, die trotz unterschiedlicher Schwerpunkte auf einem gemeinsamen adogmatischen Fundament arbeiten. Heute existieren in Österreich fünf solche Obödienzen, die die Vielfalt und Dynamik der liberalen Freimaurerei widerspiegeln. Der internationale gemischte Freimaurerorden Le Droit Humain – Föderation Österreich ist Teil einer weltweiten Organisation, die 1893 in Paris gegründet wurde. Le Droit Humain arbeitet seit jeher gemischt. Der Großorient von Österreich, der 1961 gegründet wurde, begann 1985 damit, zwei seiner Logen für Frauen zu öffnen, während eine zunächst (bis 2004) männerbündisch blieb. Heute arbeiten alle liberalen Obödienzen in Österreich gemischt, wobei weiterhin zwei reine Männerlogen existieren (mit Besuchsrecht für Frauen). Ebenso existieren einige rein weibliche Logen. Die Liberale Großloge von Österreich wurde 2007 von den Gründungslogen des Großorients von Österreich ins Leben gegründet und entwickelte sich seither zu einer eigenständigen freimaurerischen Körperschaft mit klarem liberal-humanistischem Profil. Die Großloge Humanitas Austria betont insbesondere die philosophische und ethische Reflexion innerhalb der Freimaurerei und setzt sich für eine enge Verbindung von Logenarbeit und gesellschaftlicher Verantwortung ein. Der Universelle Freimaurerorden Hermetica schließlich verbindet klassische freimaurerische Rituale mit esoterischen und hermetischen Lehren und verfolgt damit einen eher spirituellen Ansatz innerhalb der liberalen Freimaurerei. Drei dieser Obödienzen – der Großorient von Österreich, die Liberale Großloge von Österreich und die Großloge Humanitas Austria – sind Mitglieder von CLIPSAS, das als weltweiter Bund adogmatischer und liberaler Freimaurerorganisationen den internationalen Austausch und die Zusammenarbeit fördert. Die Gründungsmitgliedschaft des Großorients von Österreich im Jahr 1961 unterstreicht die internationale Vernetzung der österreichischen liberalen Freimaurerei und ihre Bedeutung im globalen freimaurerischen Kontext.
Die liberale Freimaurerei in Österreich ist eine wachsende und bedeutende Bewegung innerhalb der österreichischen Freimaurerlandschaft. Sie engagiert sich für Menschenrechte, Bildung und soziale Gerechtigkeit und trägt aktiv zur gesellschaftlichen Reflexion bei. Trotz unterschiedlicher Ausrichtungen pflegen die verschiedenen liberalen Obödienzen enge Zusammenarbeit durch gegenseitige Besuche und gemeinsame Veranstaltungen, wobei jede Organisation ihre Eigenständigkeit bewahrt. Gemeinsames Ziel ist die Förderung der freimaurerischen Grundwerte Freiheit, Gleichheit und Brüderlichkeit in einer offenen und pluralistischen Gesellschaft. In den letzten Jahren hat die liberale Freimaurerei in Österreich ein stetiges Wachstum verzeichnet und umfasst derzeit etwa 1.000 Mitglieder. Die größten Organisationen sind der internationale Freimaurerorden Le Droit Humain mit rund 600 Mitgliedern, der Großorient von Österreich mit etwa 170 Mitgliedern, die Liberale Großloge von Österreich mit rund 150 Mitgliedern, die Großloge Humanitas Austria und der Universelle Freimaurerorden Hermetica mit etwa jeweils 40 Mitgliedern. Mit der steigenden Mitgliederzahl wächst auch die Anzahl der Logen kontinuierlich.

## Liberale Freimaurerei in Europa
Die Verbreitung der liberalen Freimaurerei in Europa ist heterogen und von den historischen, politischen und kulturellen Gegebenheiten der einzelnen Länder abhängig. In vielen Ländern Kontinentaleuropas existieren heute – parallel zu den anerkannten Großlogen – liberale Großlogen oder Großoriente, teils gemischt, teils männer- oder frauenspezifisch. Im Folgenden ein Überblick über ausgewählte Regionen:

### Spanien
In Spanien wurde die Freimaurerei nach dem Bürgerkrieg (1936–39) durch das Franco-Regime rigoros verfolgt und verboten. Viele spanische Freimaurer gingen ins Exil; Logen existierten bis 1975 nur im Untergrund oder im Ausland. Nach dem Ende der Diktatur erlebte die spanische Freimaurerei einen Neustart. 1982 wurde mit britischer Hilfe die Gran Logia de España als reguläre Großloge gegründet. Daneben formierten sich jedoch auch liberale Obödienzen. Die größte davon ist die Gran Logia Simbólica Española (GLSE), eine gemischtgeschlechtliche Großloge, die 1980 gegründet wurde. Die GLSE vereint heute über 40 Logen und ist Mitglied bei CLIPSAS sowie der internationalen Vereinigung Universal Mixed Masonry. Sie versteht sich als Nachfolgerin des historischen spanischen Grand Orients. Darüber hinaus gibt es mehrere Großoriente auf regionaler Ebene, etwa den Gran Oriente de Cataluña (gegr. 1989, CLIPSAS-Mitglied) oder kleinere Orient-Verbände in Madrid und Andalusien. Die gemischte Freimaurerei des Droit Humain ist ebenfalls in Spanien vertreten; sie kehrte bereits ab 1976 nach Spanien zurück. Insgesamt ist in Spanien ein pluralistisches Freimaurerwesen entstanden: Einem anerkannten Großorient (GOdE) stehen diverse liberale Gruppen gegenüber. Die völlige Legalität erlangte die Freimaurerei erst 1979 wieder, seither wächst insbesondere der liberale Sektor langsam, aber stetig.

### Italien
Italien besitzt eine lange Freimaurertradition, die jedoch von internen Spaltungen gekennzeichnet ist. Die größte und älteste Obödienz ist der Grande Oriente d’Italia (GOI), gegründet 1805. Der GOI war historisch progressiv (er schaffte 1875 zeitweise das Gottesgebot ab) und spielte eine Rolle in der italienischen Einigungsbewegung (Giuseppe Garibaldi war 33°-Freimaurer). Jedoch spaltete sich 1908 ein Teil unter Führung von Saverio Fera ab und gründete die Gran Loggia d’Italia (GLDI), auch bekannt als „Palazzo Giustiniani“-/„Piazza del Gesù“-Obödienz. Die GLDI etablierte sich als liberale Großloge mit weniger dogmatischen Vorgaben; sie stand Frauen offener gegenüber und arbeitete multirituell. Während der faschistischen Diktatur wurden beide Großlogen 1925 verboten. Viele Logen mussten im Geheimen weiterwirken oder lösten sich auf. Nach 1945 entstanden GOI und GLDI neu: Der GOI wurde 1949 wiederoffiziell zugelassen und später (1993) nach langen Verhandlungen von der UGLE erneut als regulär anerkannt. Er hat heute ca. 21.000 Mitglieder in 777 Logen und ist Italiens größte Freimaurervereinigung. Die GLDI hingegen blieb international vor allem mit liberalen Zirkeln verbunden (zeitweise CLIPSAS-Mitglied) und zählt etwa 9.500 Mitglieder in 420 Logen. Sie erlaubt bis heute einen individuelleren Zugang zur „Großen Baumeister“-Frage (kein zwingender Gottesglaube) und hat in den 1970er Jahren unter Licio Gelli traurige Berühmtheit durch die P2-Loge erlangt. Neben diesen beiden großen gibt es in Italien weitere Körperschaften: Der Droit Humain ist seit 1904 aktiv (die erste gemischte Loge „Lucifero“ entstand in Rom). Außerdem existiert seit 1990 eine Grande Loge Féminine d’Italie als Frauenobödienz, die regen Austausch mit der GLFF in Paris pflegt. Insgesamt ist Italien ein Beispiel für das Nebeneinander von „regulärer“ und „liberaler“ Freimaurerei innerhalb eines Landes: GOI und GLDI koexistieren – teilweise mit rivalisierenden Ansprüchen – und erlauben Interessenten unterschiedliche Zugänge zur Freimaurerei.

### Deutschland
In Deutschland dominieren traditionell die traditionellen Großlogen das freimaurerische Spektrum: Unter dem Dach der Vereinigten Großlogen von Deutschland (VGLvD) arbeiten fünf Großlogen mit zusammen rund 14.000 Brüdern. Dennoch gibt es auch in Deutschland seit dem 20. Jahrhundert liberale und gemischte Freimaurerei. Bereits 1921 entstand in Deutschland eine Föderation des Droit Humain (allerdings 1935 von den Nazis verboten). Nach dem Krieg etablierte sich die gemischte Freimaurerei wieder: Seit 1949/50 existiert die Deutsche Föderation von Le Droit Humain erneut. Daneben wurde 1948 in Berlin ein kleiner Großorient von Deutschland versucht, der aber scheiterte. 1959 gründete eine Gruppe um Ferdinand Jannasch in Frankfurt am Main die Freimaurergroßloge Humanitas – eine gemischte Großloge für Männer und Frauen. Diese Großloge Humanitas trat für absolute Gewissensfreiheit ein und schloss sich dem liberalen Netzwerk (CLIPSAS und CATENA) an. Heute umfasst Humanitas Deutschland etwa 10 Logen mit 160 Mitgliedern.
Auch die reine Frauenfreimaurerei hat in Deutschland Fuß gefasst: 1982 entstand die Frauen-Großloge von Deutschland (FGLvD), die mittlerweile 18 Logen zählt und international (via CLIMAF) vernetzt ist. 2002 gründete sich der Souveräne Großorient von Deutschland (SGOvD) als liberaler Gegenpol zum VGLvD; dieser ist jedoch mit nur wenigen Logen klein geblieben. Zudem ist seit den 2010er Jahren der Grand Orient de France in Deutschland aktiv: Der GOdF hat in mehreren deutschen Städten Logen unter seiner Verfassung eingesetzt (u.a. in Berlin, Hamburg, München). Diese arbeiten adogmatisch und nehmen auch Frauen auf (der GOdF hat ja 2010 seine Statuten geöffnet). Obwohl reguläre deutsche Freimaurer offiziell keinen Besuchskontakt zu diesen liberalen Logen haben dürfen, existiert informell doch ein gewisser Austausch und Interesse. Zusammenfassend verfügt Deutschland heute über alle Strömungen der Freimaurerei: das konservativ-christliche (Schröder/Schwedischer Ritus bei zwei der VGLvD-Logen), das angelsächsisch-humanitäre (andere VGLvD-Logen), das gemischt-liberale (Humanitas, DH, GOdF-Logen) sowie eine Frauen-Großloge. Allerdings bleiben die liberalen Gruppen in Deutschland relativ klein und sind im öffentlichen Bewusstsein wenig präsent.

### Skandinavien
In Skandinavien (Dänemark, Norwegen, Schweden, Island, Finnland) war die Freimaurerei traditionell streng auf das christliche, lutherische Männerbund-Prinzip ausgerichtet. Die Großlogen des sogenannten Schwedischen Systems (ab 1750er Jahren entwickelt) verlangen bis heute christlichen Glauben und verweigerten Frauen den Zugang. Liberale Freimaurerei im kontinentalen Sinn hatte daher lange kein Standbein in Nordeuropa. Erst nach dem Zweiten Weltkrieg kam es zaghaft zur Einführung gemischter Logen: Die skandinavische Föderation von Le Droit Humain wurde gegründet und richtete in den 1950er Jahren erste Logen in Schweden und Dänemark ein. Später folgten Norwegen und Finnland dem Beispiel. Diese LDH-Logen blieben jedoch klein und wirkten quasi im Schatten der dominierenden regulären Großlogen. In Schweden existiert heute eine Handvoll gemischter Logen (Stockholm, Göteborg, Malmö), die dem Droit Humain oder kleineren französischen Verbänden angehören. In Dänemark gibt es neben der großen (regulären) Den Danske Frimurer Orden seit 1929 wurde die Großloge von Dänemark gegründet, welche seit 1970 CLIPSAS Mitglied ist. 1985 wurde eine weitere liberal ausgerichtete Großloge Storlogen af gamle frie og antagne murere af Danmark gegründet. Norwegen und Island haben nur sehr vereinzelt liberale Aktivitäten, meist in Form von Studienkreisen oder Auslandslogen. Insgesamt bleibt Skandinavien der Teil Europas, in dem die liberale Freimaurerei die geringste Rolle spielt – die „Schweden-Obödienzen“ pflegen bis heute eher traditionalistische Rituale und exklusive Mitgliedschaft. Allerdings wächst auch dort allmählich das Interesse an offeneren Formen, z.B. traf sich 2022 in Kopenhagen erstmals ein nordisches Treffen liberaler Freimaurer.

### Ost- und Mitteleuropa
In den Ländern Ost- und Mitteleuropas (Polen, Tschechien, Ungarn, Balkan etc.) wurde die Freimaurerei durch Krieg und Kommunismus für Jahrzehnte unterbrochen. Erst nach 1989/90 erlebten diese Länder eine Wiederbelebung der Logentradition – vielfach von westlichen Großlogen unterstützt. Dabei entstanden häufig duale Strukturen: Zum einen gründete man eine nationale Großloge nach anglo-amerikanischem Vorbild, zum anderen (meist mithilfe des GOdF oder belgischer/brasilianischer Großoriente) auch eine liberale Großloge bzw. ein Großorient.
Beispiel Polen: Dort konstituierte sich 1991 die Nationale Großloge von Polen (regulär, nur Männer) mit anfangs wenigen Logen. Unabhängig davon wurde 1997 der Großorient von Polen als liberale Obödienz ins Leben gerufen. Dieser Großorient arbeitet nach dem französischen Modell (adogmatisch, gemischt) und umfasste anfangs vier Logen in Warschau. Bereits 1993 hatte außerdem der gemischte Orden Le Droit Humain seine Tätigkeit in Polen begonnen. 2015 existierten in Polen somit drei Systeme mit insgesamt etwa 500 Freimaurern. Ähnliche Entwicklungen gab es in anderen Ländern:
In Ungarn bestand schon vor dem Verbot 1950 ein Großorient (gegründet 1871). Nach der Wende entstanden dort beide Strömungen neu: die Symbolische Großloge von Ungarn (1886 gegründet, 1989 restauriert, regulär) und der Magyarországi Nagyoriens – der Großorient von Ungarn, 1992 wiederbelebt. Die Symbolische GL zählte 2020 etwa 14 Logen mit 400 Mitgliedern, der Großorient neun Logen mit ca. 300 Mitgliedern. In Tschechien ähnlich: Hier gründete 1990 die reguläre Großloge der Tschechischen Republik, kurz darauf formierte sich 1991 ein Großorient von Böhmen, der jedoch später im GOdF aufging. In Rumänien spaltete sich nach 1990 die Freimaurerszene in mehrere konkurrierende Großlogen; eine davon, der Grand Orient de Roumanie, vertritt die liberale Linie. Auch Serbien, Kroatien, Bulgarien usw. kennen mittlerweile kleine liberale Großoriente (oft gegründet mithilfe des Grand Orient de Belgique oder der Grand Loge de France).
Insgesamt kann gesagt werden, dass in Ost-Mitteleuropa die liberale Freimaurerei im Aufbruch ist, jedoch zahlenmäßig (noch) deutlich kleiner als die „reguläre“ Freimaurerei. In vielen dieser Länder arbeiten die liberalen Logen in französischer Sprache oder mit französischen Ritualen, da die Unterstützung oft aus Frankreich/Belgien kam. Ein weiterer Hemmschuh war die staatliche Registrierung – erst allmählich erhalten Großoriente dort rechtliche Anerkennung. Dennoch sind die liberalen Freimaurer in diesen Ländern heute vernetzt (meist über CLIPSAS oder kleinere regionale Bünde) und tragen zur Vielfalt der europäischen Freimaurerei bei.

## Zukunft und weitere Entwicklung
Die liberale Freimaurerei sieht sich in der Gegenwart sowohl großen Chancen als auch Herausforderungen gegenüber. Einerseits bieten ihre offenen Grundsätze – Gleichberechtigung der Geschlechter, weltanschauliche Offenheit, Betonung der Menschenrechte – in einer zunehmend pluralistischen Gesellschaft attraktive Anknüpfungspunkte, insbesondere für freigeistig und humanistisch orientierte Suchende. Tatsächlich verzeichnen einige liberale Großlogen in Westeuropa anhaltendes Wachstum: So ist z. B. die Mitgliederzahl des Grand Orient de France seit 1960 von ca. 33.000 auf über 53.000 im Jahr 2023 gestiegen. Auch kleinere liberale Obödienzen (etwa in Belgien oder Spanien) berichten von moderatem Zuwachs, was darauf hindeutet, dass Freimaurerei ohne Dogma zeitgemäß sein kann.
Andererseits muss sich auch die liberale Maurerei dem Problem der Alterung und Nachwuchsgewinnung stellen. Die Konkurrenz durch profane Angebote zur Selbstfindung ist gewachsen, und der traditionelle Vereinscharakter von Logen wirkt auf jüngere Generationen mitunter wenig attraktiv. Viele Großlogen – ob liberal oder regulär – bemühen sich daher um Transparenz und Öffentlichkeitsarbeit. Liberale Großlogen könnten hierbei im Vorteil sein, da sie Themen wie Sozialethik, Gleichstellung und Laizität offen diskutieren und in die Gesellschaft tragen, was bei jüngeren Leuten Anklang finden mag.
Ein weiterer Aspekt ist die mögliche Annäherung der verschiedenen Freimaurer-Zweige. Lange Zeit waren Regularitätsschranken unüberwindbar; jüngere Entwicklungen deuten jedoch auf mehr Toleranz hin. So hat die UGLE im Jahr 1999 offiziell anerkannt, dass es in England zwei ordentliche Frauen-Großlogen gibt, und pflegt „ausgezeichnete Beziehungen“ zu diesen, obwohl keine formelle Anerkennung ausgesprochen wird. 2018 ging die UGLE noch einen Schritt weiter und erklärte, dass ein Freimaurer, der nach der Aufnahme sein Geschlecht wechselt (also zur Frau wird), dennoch Freimaurer bleiben darf – eine faktische Anerkennung von Transgender-Personen. Solche Schritte hätten vor Jahrzehnten als undenkbar gegolten und signalisieren eine schrittweise Liberalisierung auch im konservativen Lager. Zwar bleibt eine offizielle Anerkennung liberaler Großlogen durch die UGLE vorerst unwahrscheinlich, doch der inoffizielle Dialog wächst. Weltweit arbeiten reguläre und liberale Freimaurer in Organisationen wie der Freimaurerischen UNESCO-Vertretung oder für wohltätige Zwecke zusammen, ohne sich organisatorisch nahezukommen.
International wird die liberale Freimaurerei wohl weiter wachsen, insbesondere in Regionen außerhalb Europas. In Lateinamerika beispielsweise schließen sich viele Großlogen den Prinzipien der Gewissensfreiheit an; in Afrika entstehen neue adogmatische Großlogen (etwa in Gabun oder der Elfenbeinküste). CLIPSAS als globaler Bund könnte künftig eine noch wichtigere Rolle spielen, um diese neuen Obödienzen einzubinden und gemeinsame Positionen der liberalen Maurerei zu formulieren. Gleichzeitig treten mit der größeren Vielfalt auch interne Spannungen zutage – etwa zwischen strikt säkular orientierten Großorients und solchen, die zwar liberal sind, aber dennoch Spiritualität betonen. Die Herausforderung wird sein, Einheit in der Vielfalt zu bewahren.
Insgesamt stehen die Zeichen jedoch positiv: Die liberale Freimaurerei hat sich von einer randständigen „irregulären“ Bewegung zu einer weltweit präsenten Tradition entwickelt, die konstruktiv an der Weiterentwicklung des Freimaurertums mitwirkt. Indem sie die Gewissensfreiheit ins Zentrum stellt, entspricht sie dem modernen Verständnis von individueller Autonomie. Ihre Offenheit für Frauen und ihr Eintreten für gesellschaftlichen Fortschritt machen sie anschlussfähig für heutige Anliegen. Es ist daher zu erwarten, dass die liberale Freimaurerei auch zukünftig Impulse für ein offeneres, humanistischeres Freimaurerwesen geben wird – in der Hoffnung, dass die alten Gräben zwischen „regular“ und „irregular“ im Laufe der Zeit an Bedeutung verlieren und einer echten universellen Bruderkette Platz machen. Die nächsten Jahre werden zeigen, inwieweit dieses Ideal Realität werden kann.